# 連鬢鬍
連鬢鬍又稱絡腮鬍，是指长在脸部两侧的鬍鬚，連鬢鬍可以從发际线一直長到耳朵附近以及耳朵下方。  有些人會同時長出八字鬍、山羊胡以及連鬢鬍。
十九世纪時絡腮鬍一度較常見，但在二十世纪初留絡腮鬍的人開始減少。第一次世界大战期间，为了确保防毒面具密封，男人必须把絡腮鬍刮干净，不過八字鬍可以留下。
20世纪50年代中期和1960年代反文化运动期間，絡腮鬍又一度短暫流行。